# Karol Bogumił Diehl
Karol Gottfried Diehl (ur. w 1765 roku w Lesznie, zm. w 1831 roku w Poznaniu) – duchowny ewangelicko-reformowany, działacz narodowy, oświatowy i charytatywny, członek Rady Ogólnej Komisji Rządowej Wyznań Religijnych i Oświecenia Publicznego w 1830 roku, członek Izby Edukacyjnej Księstwa Warszawskiego w 1808 roku, członek założyciel Towarzystwa Biblijnego w Polsce, w latach 1828-1830 przewodniczący Generalnego Konsystorza Wyznań Ewangelickich w Królestwie Kongresowym, skupiającego luteran i kalwinów, członek czynny Towarzystwa Królewskiego Przyjaciół Nauk w Warszawie w 1829 roku.

## Życiorys
Urodził się w mieszczańskiej rodzinie kupieckiej jako syn Jana Hermana Diehla i Krystyny Elżebietu z Keschnerów. Po studiach we Viadrinie został ordynowany na pastora parafii ewangelicko-reformowanej w Poznaniu. W 1790 został wybrany pastorem w Warszawie, którą to funkcję sprawował do końca życia. Był zwolennikiem teologii racjonalnej i odrzucał dogmatyzm i pietyzm. Wykładowca w Liceum Warszawskim.

### Działalność religijna
W 1810 został wybrany seniorem generalnym Księstwa Warszawskiego, a następnie także Jednoty Małopolskiej w Galicji. Jego dziełem było zjednoczenie protestantów na ziemiach polskich. 2 lipca 1828 wspólna organizacja Kościołów reformowanego i augsburskiego stała się faktem: utworzono wspólny Konsystorz Generalny dla obu wyznań. Jednak wobec wrogiego nastawienia zaborcy unia przetrwała tylko do lutego 1849.

### Działalność polityczna
Był członkiem Izby i Dyrekcji Edukacyjnej Księstwa Warszawskiego, w latach 1809-1814 deputowanym i członkiem Komisji Prawodawstwa Cywilnego (gdzie występował jako zwolennik Kodeksu Napoleona i jedności Polski z Litwą). Współpracował m.in. ze Stanisławem Staszicem. Należał również do Towarzystwa Dobroczynności i Towarzystwa Przyjaciół Nauk. Jako członek Towarzystwa Królewskiego Przyjaciół Nauk, przystąpił do Konfederacji Generalnej Królestwa Polskiego w 1812 roku.
Wybuchu powstania listopadowego przyjął z powściągliwością. Po detronizacji Mikołaja I  wyjechał do Prus, zmarł w Poznaniu i został pochowany na cmentarzu ewangelicko-reformowanym w Orzeszkowie.

### Rodzina
W małżeństwie z Anna Marią z Ebertów (1774-1821) mieli siedmioro dzieci, z których wieku dojrzałego przeżyły tylko trzy córki, z których Karolina Augustyna Diehl (1796-1859), która została żoną jego następcy Fryderyka Jakuba Teichmanna (1789-1839), pastora ewangelicko-reformowanego w Warszawie od 1829, radcę Generalnego Konsystorza Ewangelickiego i superintendenta diecezji warszawskiej.
Był stryjecznym dziadem pastora Augusta Karola Diehla (1837-1908), również superintendenta Kościoła Ewangelicko-Reformowanego w Królestwie Polskim, z którym jest często mylony.

## Odznaczenia
W 1823 roku nobilitowany z herbem Piecza. Odznaczony Orderem Świętego Stanisława II klasy w 1828 roku i IV klasy w 1818 roku